# Jim True-Frost

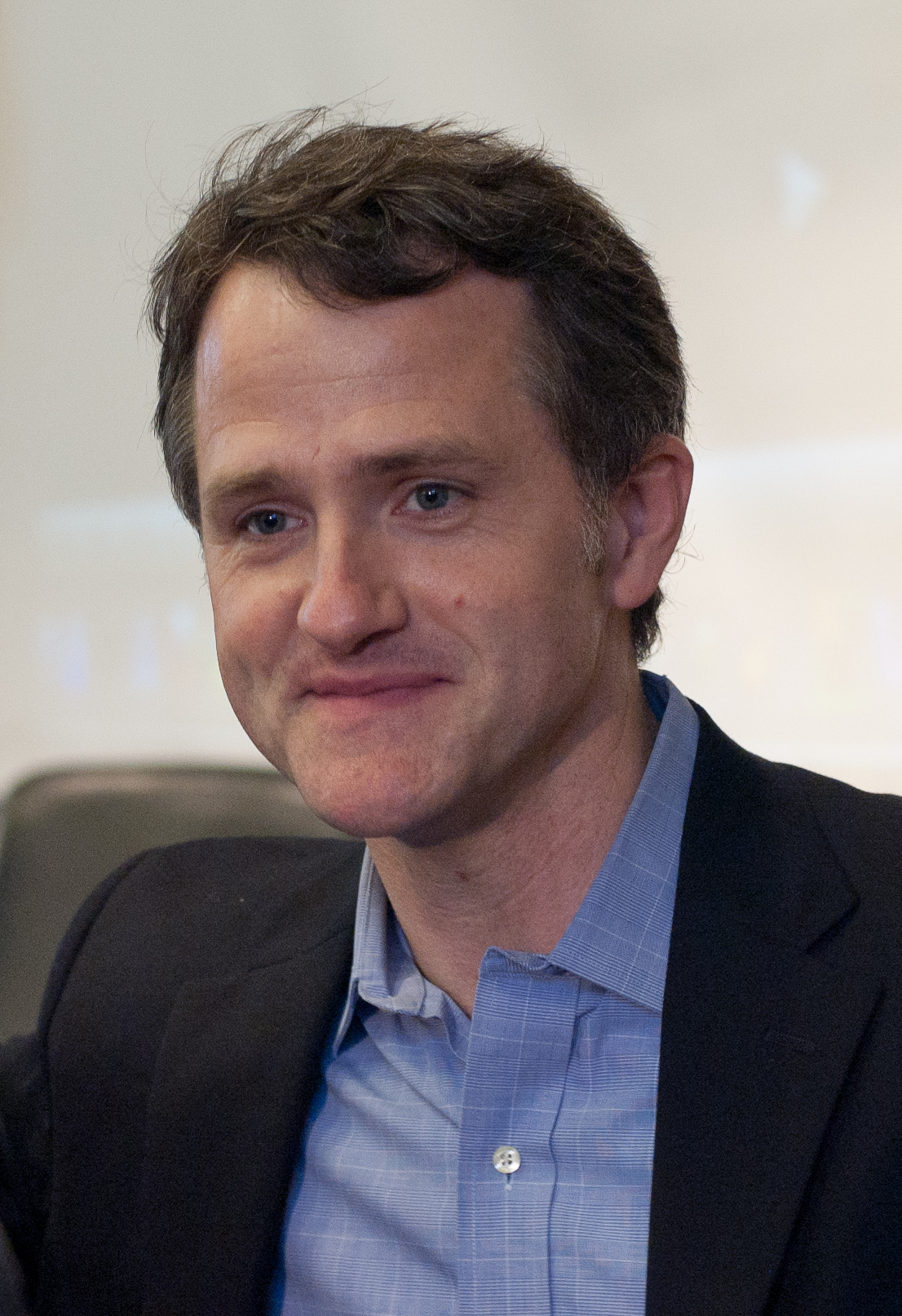
Jim True-Frost (2010)

Jim True-Frost (* 31. Juli 1966 in Greenwich, Connecticut als Jim True) ist ein US-amerikanischer Schauspieler. Seine bekannteste Rolle ist die des Polizisten und späteren Lehrers Roland „Prez“ Pryzbylewski in der HBO-Serie The Wire. Als Theaterschauspieler trat er vor seinen Filmrollen unter anderem an der Steppenwolf Theatre Company in Chicago auf.

## Leben
Jim True-Frost ist verheiratet und hat zwei Kinder. Nach der Hochzeit nahmen er und seine Frau den Doppelnamen True-Frost an.

## Filmografie (Auswahl)
- 1986: Crime Story (Fernsehserie, Episode 1x01)
- 1989: Die Schattenmacher (Fat Man and Little Boy)
- 1992: Singles – Gemeinsam einsam (Singles)
- 1994: Hudsucker – Der große Sprung (The Hudsucker Proxy)
- 1996: Normal Life
- 1996: Allein gegen die Zukunft (Early Edition, Fernsehserie, Episode 1x10)
- 1996: Homicide (Homicide: Life on the Street, Fernsehserie, Episode 4x15)
- 1998: Der Gejagte (Affliction)
- 2002–2008: The Wire (Fernsehserie, 50 Episoden)
- 2002–2010: Criminal Intent – Verbrechen im Visier (Law & Order: Criminal Intent, Fernsehserie, 2 Episoden)
- 2003: Karen Sisco
- 2003: Off the Map
- 2005–2008: Law & Order (Fernsehserie, zwei Episoden)
- 2007: CSI: Miami (Fernsehserie, Episode 6x09)
- 2007: Medium – Nichts bleibt verborgen (Medium, Fernsehserie, Episode 3x15)
- 2008: Memories to Go – Vergeben… und vergessen! (Diminished Capacity)
- 2009–2022: Law & Order: Special Victims Unit (Fernsehserie, 3 Episoden)
- 2010: Fringe – Grenzfälle des FBI (Fringe, Fernsehserie, Episode 2x15)
- 2010: Die Lincoln Verschwörung (The Conspirator)
- 2010: Chase (Fernsehserie, Episode 1x08)
- 2010–2013: Treme (Fernsehserie, 8 Episoden)
- 2011: Blue Bloods – Crime Scene New York (Blue Bloods, Fernsehserie, Episode 1x18)
- 2013–2014: Hostages (Fernsehserie, 11 Episoden)
- 2015: American Odyssey (Fernsehserie, 11 Episoden)
- 2017: Z: The Beginning of Everything (Fernsehserie, 5 Episoden)
- 2019: Saint Frances
- 2022: The Mental State – Unter Verdacht (The Mental State)